# Aethionema semnanensis
Aethionema semnanensis är en korsblommig växtart som beskrevs av Mozaff. Aethionema semnanensis ingår i släktet Aethionema och familjen korsblommiga växter. Inga underarter finns listade i Catalogue of Life.